# Lake Barrington (Illinois)
Lake Barrington es una villa ubicada en el condado de Lake en el estado estadounidense de Illinois. En el Censo de 2010 tenía una población de 4973 habitantes y una densidad poblacional de 311,25 personas por km².

## Geografía
Lake Barrington se encuentra ubicada en las coordenadas 42°12′37″N 88°10′10″O / 42.21028, -88.16944. Según la Oficina del Censo de los Estados Unidos, Lake Barrington tiene una superficie total de 15.98 km², de la cual 15.18 km² corresponden a tierra firme y (4.98%) 0.8 km² es agua.

## Demografía
Según el censo de 2010, había 4973 personas residiendo en Lake Barrington. La densidad de población era de 311,25 hab./km². De los 4973 habitantes, Lake Barrington estaba compuesto por el 95.7% blancos, el 0.72% eran afroamericanos, el 0.08% eran amerindios, el 2.51% eran asiáticos, el 0% eran isleños del Pacífico, el 0.12% eran de otras razas y el 0.86% pertenecían a dos o más razas. Del total de la población el 2.29% eran hispanos o latinos de cualquier raza.